# Sasmuan
Sasmuan, Tagalog: Bayan ng Sasmuan, ist eine philippinische Stadtgemeinde in der Provinz Pampanga, in der Verwaltungsregion III, Central Luzon. Nach dem Zensus von 2015 hatte Sasmuan 28.004 Einwohner, die in 12 Barangays lebten. Sie wird als Gemeinde der vierten Einkommensklasse auf den Philippinen und als teilweise urbanisiert eingestuft.
Sasmuans Nachbargemeinden sind Guagua im Norden, Minalin im Nordosten, Macabebe im Osten, Lubao im Westen. Die Topographie der Stadt ist gekennzeichnet durch das Flachland der zentralen Luzon-Tiefebene. Im Süden der Gemeinde liegen größere Mangrovenwälder an der Küste der Bucht von Manila.

## Baranggays
| - Batang 1st - Batang 2nd - Mabuanbuan - Malusac - San Antonio - San Nicolas 1st | - San Nicolas 2nd - San Pedro - Santa Lucia - Santa Monica - Santo Tomas - Sebitanan |